# Gina Parody

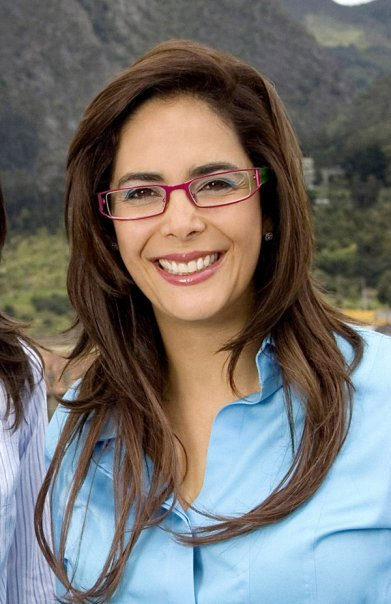
Gina Parody

Gina María Parody d’Echeona (* 13. November 1973 in Bogotá) ist eine kolumbianische Politikerin der Partido Social de Unidad Nacional und Rechtsanwältin.

## Leben
Parody studierte Rechtswissenschaften an der Päpstlichen Universität Xaveriana und war nach ihrem Studium als Rechtsanwältin tätig. Parody war vom 6. März 2013 bis 20. August 2014 als Nachfolgerin von Luis Alfonso Hoyos Aristizábal Direktorin des Servicio Nacional de Aprendizaje (SENA) in Kolumbien. Als Politikerin war sie sowohl vom 20. Juli 2002 bis 20. Juli 2006 Abgeordnete im Repräsentantenhaus von Kolumbien als auch vom 20. Juli 2006 bis 19. Januar 2009 Senatorin im Senat. 2011 verlor sie bei der Bürgermeisterwahl in Bogotá gegen Gustavo Petro. Parody ist seit dem 20. August 2014 Ministerin für Bildung in Kolumbien unter dem Präsidenten Juan Manuel Santos. Ihre Lebenspartnerin ist die kolumbianische Wirtschaftsministerin Cecilia Álvarez-Correa. Zusätzlich zu ihren politischen Funktionen hat sich Parody als Aktivistin für die Rechte von Homosexuellen eingesetzt und die Interessen der LGBT-Gemeinschaft in Kolumbien sichtbar gemacht.